# Unterlangenstadt
Unterlangenstadt ist ein Gemeindeteil von Redwitz an der Rodach im oberfränkischen Landkreis Lichtenfels in Bayern.

## Geografie
Das Dorf liegt an der Rodach und am Weidigsgraben, der dort als rechter Zufluss in die Rodach mündet. Im Nordwesten erhebt sich der Kümmelberg (396 m ü. NHN), der zu den Ausläufern des Frankenwalds zählt. Eine Gemeindeverbindungsstraße führt nach Redwitz an der Rodach zur Bundesstraße 173 (1,3 km südwestlich) bzw. direkt zur B 173 (0,7 km südöstlich). Eine weitere Gemeindeverbindungsstraße führt nach Trainau zur Staatsstraße 2208 (1,5 km nordwestlich). Die Bahnstrecke Bamberg–Hof verläuft südöstlich des Ortes. Durch Unterlangenstadt verläuft der Fränkische Marienweg.

## Geschichte
Die erste urkundliche Erwähnung war 1250, als Irving von Kunstadt dem Konvent des Klosters Langheim zu seinem Seelenheil fünf Talente Gült unter anderem von „Langenstat“ stiftete.
Erstmals wurde 1433 eine kleine Turmburg erwähnt, die als bambergisches Lehen im Besitz des Hauses von Langenstadt war. Nach dem Ausbau mit einer Behausung übernahm 1461 Matthes Schenk von Siemau die Anlage. Im Jahr 1502 kam das Rittergut in Besitz derer von Redwitz-Unterlangenstadt. 1849/1857 verkaufte Karl Freiherr von Redwitz das Anwesen an die Freiherren von Künsberg.
Gegen Ende des 18. Jahrhunderts bildete Unterlangenstadt mit Buchmühle eine Realgemeinde bestehend aus 57 Anwesen. Das Hochgericht übte das Rittergut Unterlangenstadt-Burkersdorf im begrenzten Umfang aus, es hatte gegebenenfalls an das bambergische Centamt Weismain auszuliefern. Die Dorf- und Gemeindeherrschaft hatte das Rittergut Unterlangenstadt-Burkersdorf inne. Grundherren waren:
- das Rittergut Unterlangenstadt (41 Anwesen: 9 Fronsölden, 18 Tropfhäuser, 1 halbes Tropfhaus, 10 Häuser, 2 halbe Häuser, 1 Mahlmühle),
- das Rittergut Nagel-Oberlangenstadt (3 Gütlein),
- das Rittergut Ebneth (2 Güter),
- das Rittergut Weißenbrunn (1 Wirtshaus),
- das Seniorat von Redwitz (1 Gütlein),
- das bambergische Kastenamt Kronach (6 Anwesen: 1 Wirtshaus mit Bräuhaus, 2 Zinshöfe, 2 Sölden, 1 Tropfsölde),
- das Kloster Langheim (1 Gut und 2 Tropfhäuser).

Außerdem gab es das Schloss mit Ökonomiegut und Amtshaus als herrschaftlichen Besitz, das dem Rittergut Unterlangenstadt direkt unterstellt war, und ein Gemeindehaus und eine Gemeindeschmiede.
Mit dem Gemeindeedikt wurde Unterlangenstadt dem 1808 gebildeten Steuerdistrikt Oberlangenstadt zugewiesen. Infolge des Zweiten Gemeindeedikts (1818) wurde die Ruralgemeinde Unterlangenstadt gebildet, zu der Buchmühle gehörte. Sie war in Verwaltung und Gerichtsbarkeit dem Landgericht Kronach zugeordnet und in der Finanzverwaltung dem Rentamt Kronach (1919 in Finanzamt Kronach umbenannt). In der freiwilligen Gerichtsbarkeit unterstanden die Anwesen dem Patrimonialgericht Unterlangenstadt (bis 1836) bzw. dem PG Ebneth (bis 1848), dem PG Unterrodach (bis 1836) und dem PG Weißenbrunn (bis 1837). Ab 1862 gehörte Unterlangenstadt zum Bezirksamt Kronach (1939 in Landkreis Kronach umbenannt). Die Gerichtsbarkeit blieb bis 1879 beim Landgericht Kronach, seit 1879 ist das Amtsgericht Kronach zuständig.:S. 604 Die Gemeinde hatte eine Fläche von 3,901 km².
Während der Deutschen Revolution kam es im März 1848 in Unterlangenstadt zu judenfeindliche Ausschreitungen. Die Häuser der meisten jüdischen Kaufleute wurden geplündert.
Im Jahr 1888 wurde der Gesangverein Liederhort gegründet. Am 17. Juli 1893 folgte die Gründung der Freiwilligen Feuerwehr.
Bei der Gebietsreform am 1. Juli 1972 wurde Unterlangenstadt dem Landkreis Lichtenfels zugeschlagen. Am 1. April 1975 folgte die Eingliederung in die Gemeinde Redwitz an der Rodach.

### Baudenkmäler
In der Bayerischen Denkmalliste sind sechs Baudenkmäler aufgeführt:
- Vier Wohnhäuser
- Ein Gasthaus
- Eine Einfriedung eines Grundstücks

Abgegangene Baudenkmäler
- Haus Nr. 7: Zweigeschossiger, verputzter Wohnstallbau mit Halbwalmdach, massives Erdgeschoss mit Ecklisenen, der Sturz der Stalltür bezeichnet „JGJR“ (?) „1821“. Obergeschoss verputztes Fachwerk.[5]
- Haus Nr. 22: Das Schloss ist ein zweigeschossiger, verputzter Satteldachbau mit zwei zu sieben Fensterachsen. Nördlich schließt an das Gebäude eine Sandsteinbalustrade mit einem Pfeilertor aus dem 18. Jahrhundert an. Wahrscheinlich stammen die Steine der Einfriedung aus Klosterlangheim, von verschiedenen Balustraden, die nach 1803 im Zuge der Säkularisation nach Unterlangenstadt gebracht wurden und als Einfriedung der ehemals an dieser Stelle stehenden „Schlossanlage“ dienten. Am 31. Oktober 1951 brannte der Dachstuhl. Das Gebäude wurde in der Folge völlig erneuert. Vom spätmittelalterlichen Bau haben sich nur die Umfassungsmauern des Erdgeschosses erhalten.[5]

### Einwohnerentwicklung
| Jahr | Einwohner | Häuser | Quelle  |
| ---- | --------- | ------ | ------- |
| 1818 | 319       | 66     | :S. 604 |
| 1840 | 404       |        | [ 11 ]  |
| 1852 | 421       |        | [ 11 ]  |
| 1855 | 365       |        | [ 11 ]  |
| 1861 | 397       |        | [ 12 ]  |
| 1867 | 412       |        | [ 13 ]  |
| 1871 | 436       | 67     | [ 14 ]  |
| 1875 | 435       |        | [ 15 ]  |
| 1880 | 434       |        | [ 16 ]  |
| 1885 | 497       | 67     | [ 17 ]  |
| 1890 | 452       | 67     | [ 18 ]  |
| 1895 | 424       |        | [ 11 ]  |
| 1900 | 403       | 68     | [ 19 ]  |

| Jahr | Einwohner | Häuser | Quelle |
| ---- | --------- | ------ | ------ |
| 1905 | 413       |        | [ 11 ] |
| 1910 | 421       |        | [ 20 ] |
| 1919 | 432       |        | [ 11 ] |
| 1925 | 458       | 80     | [ 21 ] |
| 1933 | 466       |        | [ 11 ] |
| 1939 | 436       |        | [ 11 ] |
| 1946 | 656       |        | [ 11 ] |
| 1950 | 623       | 95     | [ 22 ] |
| 1952 | 608       |        | [ 11 ] |
| 1961 | 602       | 111    | [ 1 ]  |
| 1970 | 573       |        | [ 23 ] |
| 1987 | 497       | 147    | [ 24 ] |
| 2017 | 480       |        | [ 25 ] |

## Religion

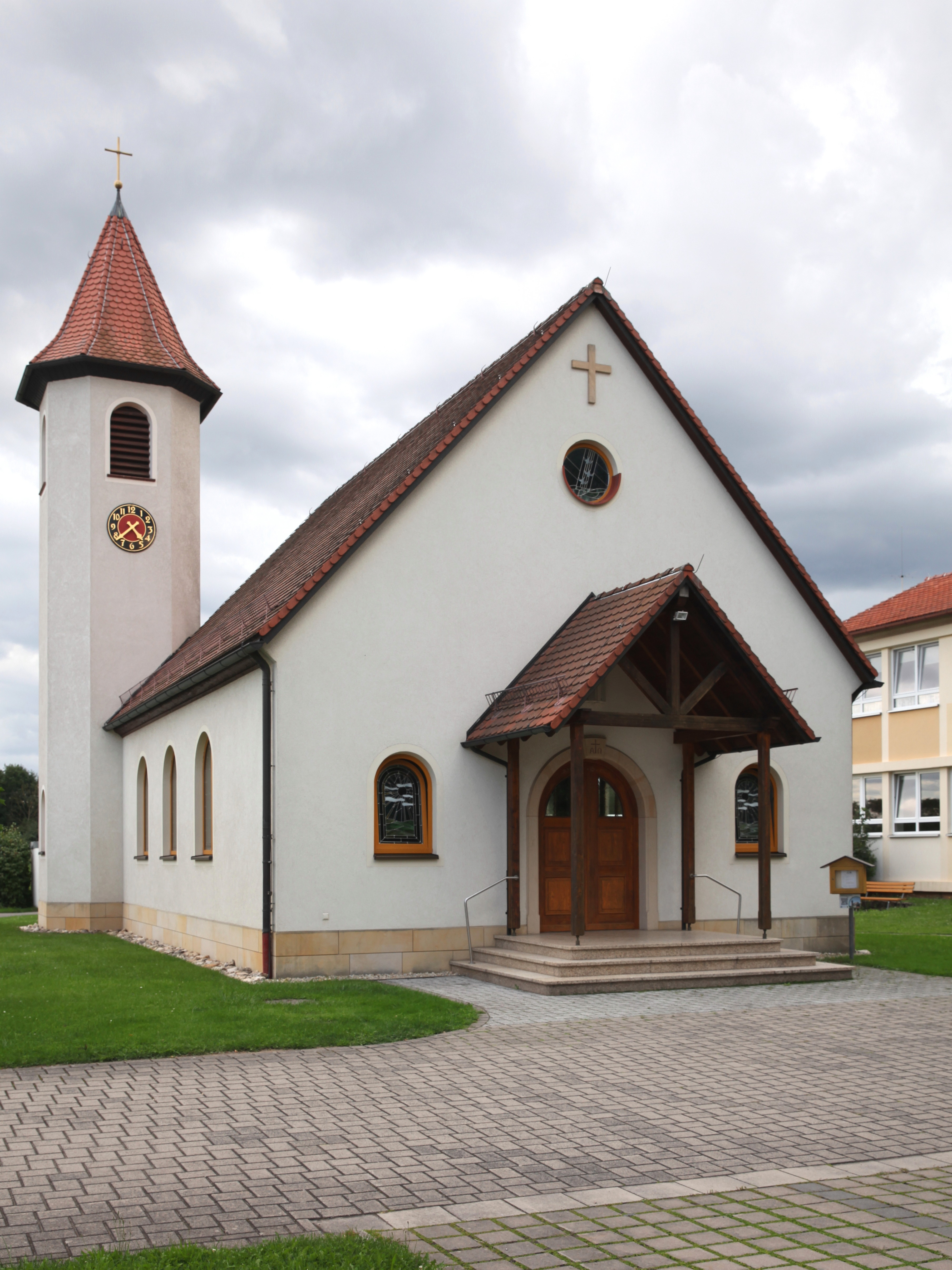
Christuskirche

Der Ort ist seit der Reformation überwiegend evangelisch-lutherisch und ist nach St. Maria (Burkersdorf) gepfarrt.:S. 514 Die katholische Minderheit war nach Heilige Dreifaltigkeit (Marktgraitz) gepfarrt. Eine katholische Schule befand sich im Ort, die protestantische Schule im 2,0 Kilometer entfernten Redwitz, das zum Amt Lichtenfels gehörte.
Am 28. Januar 1990 gründeten 66 Einwohner den Kapellenbauverein. Der erste Spatenstich für die ökumenische Christuskirche folgte am 9. November 1996 auf dem Vorplatz der neuen Schule. Die Grundsteinlegung war am 4. Mai 1997, das Richtfest am 13. September 1997. Die Weihe des neuen Gotteshauses folgte am 27. August 2000. Die Baukosten in Höhe von 380.000 DM wurden durch Spenden finanziert. Weil keine Konfession die Trägerschaft der Christuskirche übernahm, erfolgt der Unterhalt durch den Kapellenbauverein.